# Elizabeta II.
Elizabeta II. (Elizabeth Alexandra Mary; London, 21. travnja 1926. – dvorac Balmoral, 8. rujna 2022.) bila je kraljica Ujedinjenog Kraljevstva i 14 drugih zemalja Commonwealtha.
Elizabeta je rođena u Mayfairu u Londonu kao prvo dijete vojvode i vojvotkinje od Yorka (kasnije kralja Đure VI i kraljice Elizabete). Njezin otac stupio je na prijestolje 1936. godine, nakon abdikacije svog brata, kralja Eduarda VIII, čime je Elizabeta postala vjerodostojna prijestolonasljednica. Školovala se privatno kod kuće, a javne dužnosti počela je obavljati tijekom Drugoga svjetskog rata služeći u pomoćnoj teritorijalnoj službi. U studenom 1947. udala se za Filipa Mountbattena, bivšega princa Grčke i Danske, a njihov je brak trajao 73 godine do Filipove smrti 2021. Imali su četvero djece: Charlesa, princa od Walesa; Anne, kraljevsku princezu; princa Andrewa, vojvodu od Yorka i princa Edwarda, grofa od Wessexa.
Kada joj je otac umro u veljači 1952., Elizabeta, koja je tada imala 25 godina, postala je kraljica sedam nezavisnih zemalja Commonwealtha: Ujedinjenog Kraljevstva, Kanade, Australije, Novog Zelanda, Južne Afrike, Pakistana i Cejlona, kao i šefica Commonwealtha. Elizabeta je vladala kao ustavni monarh tijekom velikih političkih promjena poput nevolja u Sjevernoj Irskoj, devolucija u Ujedinjenom Kraljevstvu, pristupanja Ujedinjenog Kraljevstva Europskim zajednicama, povlačenja Ujedinjenog Kraljevstva iz Europske unije i kanadske domovine te dekolonizacije Afrike. Broj njezinih kraljevstava varirao je tijekom vremena kako su teritoriji stjecali neovisnost i kako su područja, uključujući Južnu Afriku, Pakistan i Cejlon (preimenovana u Šri Lanku), postala republike. 
Značajni događaji uključuju kraljičinu krunidbu 1953. te proslave njezinih srebrnih, zlatnih, dijamantnih, safirnih i platinastih jubileja 1977., 2002., 2012., 2017. i 2022. godine. Elizabeta je najdugovječniji britanski monarh i najdugovječnija žena na čelu države u povijesti, a bila je i najstariji živući te najdugovječniji sadašnji monarh te najstariji i najdugovječniji aktualni šef države. Elizabeta se povremeno suočavala s republikanskim sentimentima i kritikama u medijima na račun kraljevske obitelji, osobito nakon raspada brakova njezine djece, njena annusa horribilisa 1992. i 1997., smrti njezine bivše snahe Diane, princeze od Walesa. Međutim, podrška monarhiji u Ujedinjenom Kraljevstvu bila je i ostaje konstantno visoka, kao i njezina osobna popularnost.
Umrla je 8. rujna 2022. godine u dvorcu Balmoral, u 96. godini.

## Djetinjstvo
Elizabeta je rođena u 02:40, 21. travnja 1926., za vrijeme vladavine njezina djeda s očeve strane, kralja Đure V. Njezin otac, vojvoda od Yorka (kasnije kralj Đuro VI.), bio je drugi sin kralja. Njezina majka, vojvotkinja od Yorka (kasnije kraljica Elizabeta, kraljica majka), bila je najmlađa kći škotskog aristokrata Claudea Bowes-Lyona, 14. grofa od Strathmorea i Kinghornea. Rođena je carskim rezom u londonskoj kući njenog djeda po majci: 17 Bruton Street, Mayfair. Krstio ju je anglikanski nadbiskup Yorka, Cosmo Gordon Lang, u privatnoj kapeli Buckinghamske palače 29. svibnja i dao joj je ime Elizabeta po njenoj majci; Aleksandra po njenoj prabaki s očeve strane, koja je umrla šest mjeseci ranije; a Marija po njenoj baki s očeve strane. Uža obitelj ju je zvala Lilibet na temelju kako je sebe isprva nazivala, a njegovao ju je njezin djed Đuro V, kojeg je od milja zvala Djed Engleska.
Elizabetina jedina sestra, princeza Margaret, rođena je 1930. godine. Dvije princeze školovale su se kod kuće pod nadzorom svoje majke i guvernante Marion Crawford. Lekcije su se koncentrirale na povijest, jezik, književnost i glazbu. Crawford je 1950. objavila biografiju Elizabetinog i Margaretinog djetinjstva pod naslovom Male princeze, na veliku zgroženost kraljevske obitelji. Knjiga opisuje Elizabetinu ljubav prema konjima i psima, njezinu urednost i njezin stav prema odgovornosti. Drugi su ponovili takva zapažanja: Winston Churchill opisao je Elizabetu kad je imala dvije godine: Ima dašak autoriteta i refleksivnosti koji je zadivljujući u dojenčetu.

## Presumirana nasljednica
Tijekom vladavine svog djeda, Elizabeta je bila treća u nizu nasljeđivanja britanskog prijestolja, iza svog ujaka Eduarda i svog oca. Iako je njezino rođenje izazvalo zanimanje javnosti, nije se očekivalo da će postati kraljica, budući da je Eduard još bio mlad i vjerovalo se da će se oženiti i imati vlastitu djecu, koja će prethoditi Elizabeti u nasljedstvu. Kada joj je djed umro 1936., Eduard VIII je postao kralj, a Elizabeta je postala druga u redu za prijestolje, nakon svog oca. Kasnije te godine, Eduard je abdicirao, nakon što je njegov predloženi brak s razvedenom Wallis Simpson izazvao ustavnu krizu. Posljedično, Elizabetin otac je postao kralj, uzevši kraljevsko ime Đuro VI. Budući da Elizabeta nije imala braće, postala je vjerodostojna prijestolonasljednica. Da su njezini roditelji imali mlađeg sina, on bi bio iznad nje u nasljednoj liniji, što je u to vrijeme bilo određeno primogeniturom preferencija muškaraca.

### Drugi svjetski rat
U rujnu 1939. Britanija je ušla u Drugi svjetski rat. Lord Hailsham je predložio da se princeze Elizabeta i Margaret evakuiraju u Kanadu kako bi izbjegle česta zračna bombardiranja Londona Luftwaffea. To je odbacila njihova majka, koja je izjavila: Djeca neće ići bez mene. Ja neću otići bez kralja. A kralj nikada neće otići. Princeze su ostale u dvorcu Balmoral u Škotskoj sve do Božića 1939., kada su se preselili u Sandringham House, Norfolk. Od veljače do svibnja 1940. živjeli su u Royal Lodgeu, Windsor, sve do preseljenja u dvorac Windsor, gdje su živjeli sljedećih pet godina.
Godine 1940. 14-godišnja Elizabeta napravila je svoju prvu radijsku emisiju tijekom BBC-jevog Dječjeg sata, obraćajući se drugoj djeci koja su bila evakuirana iz gradova. Ona je izjavila: Trudimo se učiniti sve što možemo da pomognemo našim hrabrim mornarima, vojnicima i zrakoplovcima, a pokušavamo i sami podnijeti svoj dio opasnosti i tuge rata. Znamo, svatko od nas , da će na kraju sve biti dobro. Godine 1943. Elizabeta je poduzela svoj prvi samostalni javni nastup u posjetu Grenadirskoj gardi, gdje je titulu pukovnika dobila prethodne godine. Kako se približavala svom 18. rođendanu, parlament je promijenio zakon kako bi mogla djelovati kao jedna od pet državnih savjetnika u slučaju očeve nesposobnosti ili odsutnosti u inozemstvu, kao što je njegov posjet Italiji u srpnju 1944. godine. U veljači 1945. imenovana je počasnom drugom područnicom u pomoćnoj teritorijalnoj službi sa službenim brojem 230873. Školovala se za vozača i mehaničara, a pet mjeseci kasnije dobila je čin počasnog mlađeg zapovjednika (ženski ekvivalent kapetanice u to vrijeme).
Princeza Elizabeta otišla je na svoju prvu inozemnu turneju 1947. godine prateći svoje roditelje kroz južnu Afriku. Tijekom turneje, u prijenosu za British Commonwealth na svoj 21. rođendan, dala je sljedeće obećanje: Izjavljujem pred vama svima da će cijeli moj život, bio on dug ili kratak, biti posvećen vašoj službi i služenju našoj velikoj carskoj obitelji kojoj svi pripadamo.

### Brak
Elizabeta je prvi put upoznala svog budućeg muža, princa Filipa od Grčke i Danske, 1934. godine. Oni su rođaci drugog koljena preko danskog kralja Kristijana IX, a rođaci trećeg koljena preko kraljice Viktorije. Nakon još jednog sastanka na Kraljevskom mornaričkom koledžu u Dartmouthu u srpnju 1939., Elizabeta je, iako je tada imala samo 13 godina, rekla da se zaljubila u Filipa i da su razmjenjivati pisma. Imala je 21 godinu kada su njihove zaruke službeno objavljene 9. srpnja 1947. godine.

Zaruke nisu bile bez kontroverzi; Filip nije imao financijski status, bio je rođen u inozemstvu (iako je bio britanski podanik koji je služio u Kraljevskoj mornarici tijekom Drugog svjetskog rata) i imao je sestre koje su se udale za njemačke plemiće s nacističkim vezama. Marion Crawford je napisala: Neki od kraljevih savjetnika nisu ga smatrali dovoljno dobrim za nju. Bio je princ bez doma ili kraljevstva. Kasnije biografije izvijestile su da je Elizabetina majka u početku imala rezerve prema braku, te je Filipa nazivala nadimkom Hun. U kasnijem životu, međutim, kraljica majka rekla je biografu Timu Healdu da je Philip bio engleski džentlmen.
Prije braka, Filip se odrekao svojih grčkih i danskih titula, službeno prešao iz grčkog pravoslavlja u anglikanstvo, te je preuzeo ime poručnika Filipa Mountbattena, uzevši prezime britanske obitelji svoje majke. Neposredno prije vjenčanja, dobio je titulu vojvode od Edinburgha. Elizabeta i Filip vjenčali su se 20. studenoga 1947. u Westminsterskoj opatiji. Dobili su 2500 vjenčanih darova iz cijelog svijeta. U poslijeratnoj Britaniji nije bilo prihvatljivo da Filipove tri sestre budu pozvane na vjenčanje, a nije bio pozvan ni bivši kralj Eduard.
Elizabeta je rodila svoje prvo dijete, princa Charlesa, 14. studenoga 1948. Mjesec dana ranije, kralj je izdao pisma patenta kojima je dopuštao svojoj djeci da koriste titulu kraljevskog princa ili princeze, na koje inače ne bi imali pravo, jer njihov otac više nije bio kraljevski princ. Drugo dijete, princeza Anne, rođena je 1950. godine. Nakon vjenčanja, par je iznajmio kuću Windlesham Moor, u blizini dvorca Windsor, do srpnja 1949., kada su se nastanili u Clarence Houseu u Londonu. U različitim vremenima između 1949. i 1951., Filip je bio stacioniran u britanskoj krunskoj koloniji na Malti kao službeni časnik Kraljevske mornarice. On i Elizabeta su povremeno živjeli na Malti nekoliko mjeseci u zaseoku Gwardamanġa, u vili Guardamangia, unajmljenoj kući Filipovog ujaka. 

## Vladavina

### Krunidba
Zdravlje Đure VI. pogoršalo se tijekom 1951., a Elizabeta ga je često zamjenjivala na javnim događanjima. Kad je bila na turneji po Kanadi i posjetila predsjednika Harryja S. Trumana u Washingtonu, u listopadu 1951., njezin privatni tajnik, Martin Charteris, nosio je nacrt izjave o pristupanju u slučaju kraljeve smrti dok je bila na turneji. Početkom 1952. Elizabeta i Filip krenuli su na turneju po Australiji i Novom Zelandu preko Kenije. Dana 6. veljače 1952. upravo su se vratili u svoj kenijski dom, Sagana Lodge, kada je stigla vijest o smrti kralja. Filip je priopćio vijest novoj kraljici.
Usred priprema za krunidbu, princeza Margaret rekla je svojoj sestri da se želi udati za Petera Townsenda, razvedenog muškarca koji je 16 godina stariji od Margaret i ima dva sina iz prethodnog braka. Kraljica ih je zamolila da pričekaju godinu dana; prema riječima njezine privatne tajnice, Kraljica je prirodno bila simpatična prema princezi, ali mislim da je mislila – nadala se – da će s vremenom afera nestati. Visoki političari bili su protiv braka i Engleska crkva nije dopuštala ponovno vjenčanje nakon razvoda. Da je Margaret sklopila građanski brak, od nje bi se očekivalo da se odrekne svog nasljedstva. Margaret je odlučila odustati od svojih planova s Townsendom.
Krunidba je obavljena 2. lipnja 1953. Ceremonija krunidbe u Westminsterskoj opatiji, s iznimkom pomazanja i pričesti, prvi je put bila prenošena na televiziji.
Nakon krunidbe kraljica i njena obitelj su preselili u Buckinghamsku palaču, u središnjem Londonu, gdje je kraljevski par dobio još dva sina: Andrewa (1960.) i Edwarda (1964.). Iako joj je Buckinghamska palača službena rezidencija, kraljica je, kao i njeni prethodnici, ne preferira i svojim domovima smatra nekoliko zamaka u Ujedinjenom Kraljevstvu i rezidenciju u Kanadi.
Nedugo nakon krunidbe u Škotskoj su se javila neslaganja po pitanju njenog vladarskog imena – ona je prva Elizabeta čije kraljevstvo uključuje škotski teritorij, pa su neki smatrali da treba biti nazivana Elizabetom I. Međutim, ubrzo je zaključeno da će ona i budući britanski vladari koristiti sljedeći najviši redni broj korišten od strane vladara bilo kojeg kraljevstva na prostoru današnjeg Ujedinjenog Kraljevstva.
Nedugo zatim kraljica i vojvoda od Edinburgha otišli su na šestomjesečni put oko svijeta, koji je trajao od 1953. do 1954. godine, postavši tako prvi monarh koji je okružio svijet. Na tom putovanju je također postala prvi monarh Australije, Novog Zelanda i Fidžija koji je za vrijeme svoje vladavine posjetio te zemlje. U listopadu 1957. godine posjetila je Sjedinjene Američke Države, odakle je nastavila prema Kanadi, gdje je postala prvi kanadski monarh koji je otvorio sjednicu parlamenta te države. Posjetivši veliki broj europskih i izvaneuropskih zemalja, kraljica je najproputovaniji šef države u povijesti. 
Dana 21. prosinca 2007. godine kraljica Elizabeta II. je postala najstariji vladajući britanski monarh, preuzevši tu poziciju od svoje praprabake, kraljice Viktorije.
Njena je vladavina u prvim desetljećima bila obilježena postupnim nestankom Britanskog Carstva iz kojeg su nastali narodi Commonwealtha. Trendovi siromašenja zemlje su na određeni način preokrenuti za vrijeme premijerskih mandata Margaret Thatcher i Tonyja Blaira.

### Politika, interesi i imovina
Kako je kraljica Elizabeta II. ustavni monarh, ona svoje političko opredjeljenje čuva za sebe i njeni su pogledi u tom pravcu nepoznati javnosti. U oblačenju je konzervativna. Kao i njena majka, preferira šešire pastelnih boja koji joj omogućavaju da bude lako opažena u javnosti. Kraljičini glavni interesi su konjske trke, fotografija, i psi. 
Magazin Forbes je procijenio vrijednost kraljičine imovine na 280 000 000 funti, odnosno 500 000 000 američkih dolara. Palača je ovu brojku proglasila preuveličanom iako u nju nije uključena kraljičina osobna kolekcija umjetničkih djela, koja sama vrijede barem 10 milijardi funti. U cifru nisu uključeni ni dva zamka čija vrijednost nikada nije procijenjena, niti primanja od lankasterskog vojvodstva.

## Vanjske poveznice
- LZMK / Hrvatska enciklopedija: Elizabeta II.
- LZMK / Proleksis enciklopedija: Elizabeta II. (Elizabeth Alexandra Mary Windsor)
- HRT / Vijesti – BBC: Kraljičina smrt trenutak je u kojem povijest staje
- Queen Elizabeth II na mrežnim stranicama engleske Kraljevske kuće (engl.)
- National Portrait Gallery u Londonu: Queen Elizabeth II, zbirka fotografija (engl.)
- Queen Elizabeth II u internetskoj bazi filmova IMDb-u (engl.)

| Prethodnik Đuro VI. | Kraljica Ujedinjenog Kraljevstva | Nasljednik Karlo III. |